# 东城区
东城区位于北京市中心城区东部的市辖区，北、东与朝阳区相接，南与丰台区相连，西与西城区相邻。总面积41.84平方公里，區人民政府駐景山街道钱粮胡同3号。

## 历史
- 1952年设东单区、东四区。
- 1958年东单区、东四区合并为东城区。

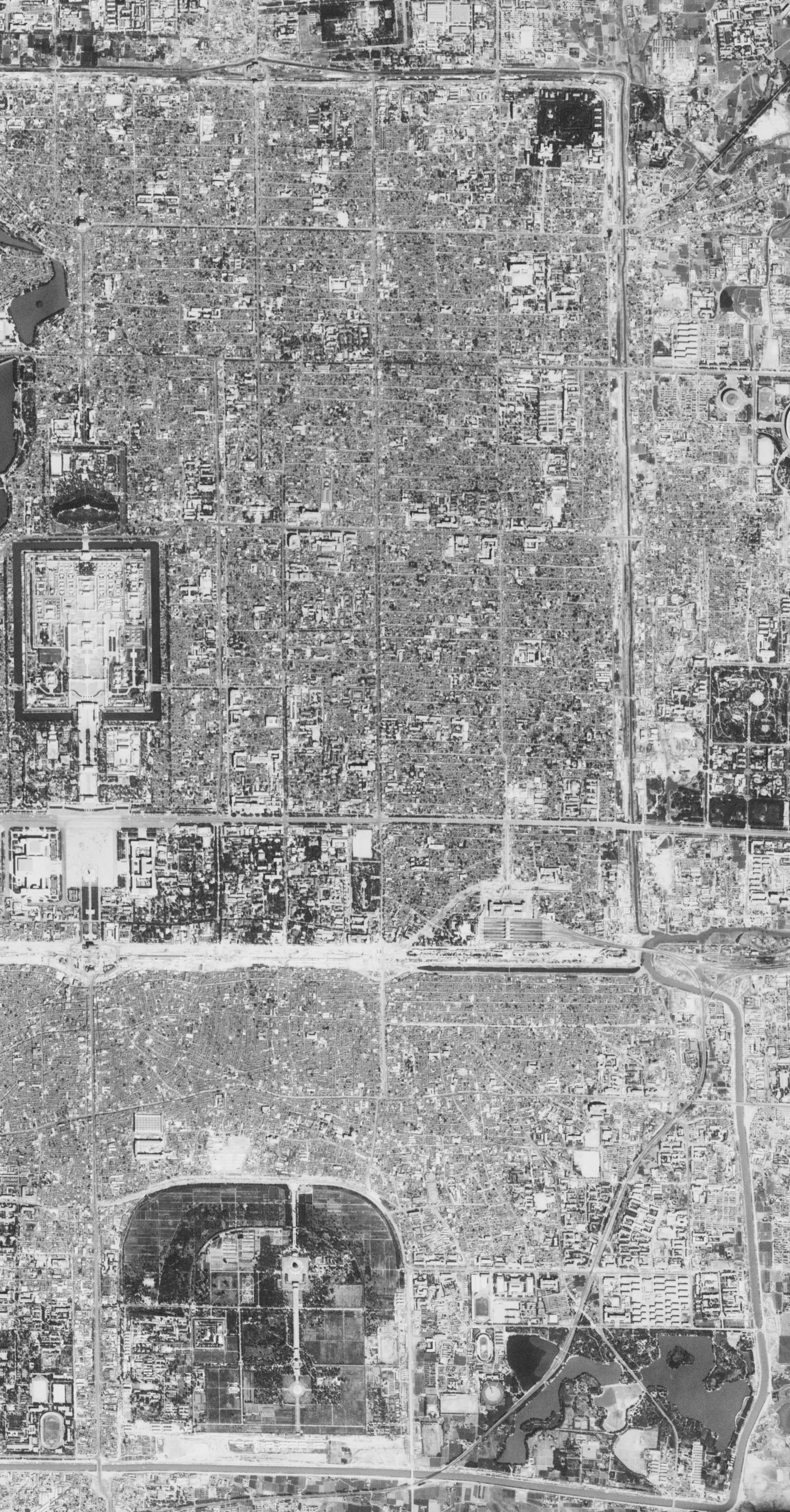
1967年9月20日东城区卫星照片

- 2010年6月28日，国务院批准撤销原东城区与崇文区，合并成立新的东城区[2][3]。
- 2019年1月11日，北京市人民政府自东城区搬迁至通州区。

## 人口
截至2022年末，东城区常住人口70.4万人，比上年末减少0.4万人，降幅为0.56%。其中，常住外来人口14.9万人，比上年末减少0.6万人，降幅为3.9%，占常住人口的比重为21.2%。常住人口密度为16826人/平方公里，比上年末减少96人/平方公里。截至2022年末，东城区户籍人口99.8万人。

## 行政区划
下辖安定门街道、交道口街道、北新桥街道、朝阳门街道、东华门街道、东四街道、东直门街道、和平里街道、建国门街道、景山街道、前门街道、崇文门外街道、东花市街道、天坛街道、体育馆路街道、龙潭街道、永定门外街道等17个街道，以及北京站地区管理处和王府井建设管理办公室。164个社区居民委员会。

## 名胜古迹
- 天安门
- 故宫
- 天坛
- 地坛
- 古观象台
- 皇史宬
- 雍和宫
- 社稷坛
- 太庙
- 孔庙
- 马辉堂花园
- 国子监
- 钟鼓楼
- 皇城墙
- 雨儿胡同13号四合院
- 什锦花园19号四合院
- 东总布53号旧宅院
- 东四八条71号四合院
- 吉安所
- 顺天府大堂
- 富强胡同四合院
- 史家胡同51号四合院
- 中国美术馆
- 龙潭公园
- 袁崇焕祠、墓和庙
- 北京城东南角楼
- 燕墩
- 正阳桥疏渠记碑
- 汀州会馆
- 阳平会馆戏楼
- 南岗子天主堂
- 新革路20号四合院
- 金台书院

## 交通

### 地铁
- 北京地铁1号线
- 北京地铁2号线
- 北京地铁3号线
- 北京地铁5号线
- 北京地铁6号线
- 北京地铁7号线
- 北京地铁8号线
- 北京地铁12号线
- 北京地铁13号线
- 北京地铁14号线
- 北京地铁首都机场线

## 友好城市
- 法國 伊西莱穆利诺